# 1944: The Loop Master
1944: The Loop Master est un jeu vidéo du type shoot 'em up sorti le 20 juin 2000 sur CP System II. Le jeu a été développé par Raizing et édité par Capcom. C'est le cinquième et dernier épisode de la série des 19xx sortis en arcade,.

## Système de jeu
Le jeu se passe pendant la bataille du Pacifique durant la Seconde Guerre mondiale, où deux pilotes du P-38 Lightning et du Mitsubishi A6M Zero se luttent contre une armée adversaire entière. Se jouant comme la majorité des shoot 'em ups, son but est de contrôler un avion pour tirer des projectiles sur des véhicules, tourelles, structures et cuirassés adversaires, puis de battre un boss à la fin de chaque niveau, tout en évitant des dégâts adversaires. Le jeu peut se jouer à un ou deux joueurs. Malgré leurs descriptions notées dans la scène d'introduction, les deux avions fonctionnent de la même manière.
Des icônes dorées peuvent apparaître en abattant des structures, puis être collectées pour augmenter le score. En collectant assez d'icônes, le joueur peut acquérir un copilote latéral pour augmenter la puissance de feu. Les copilotes, comme le joueur, peuvent aussi être touchés par les ennemis et être détruits. Jusqu'à deux copilotes peuvent être actifs, mais il peuvent aussi être placés en réserve pour remplacer des copilotes détruits.
Le jeu possède aussi un système de charge. En maintenant enfoncé sur le bouton de tir, la jauge de charge se remplit, et quand elle devient pleine et que le bouton est relâché, l'avion s'envole plus haut pour devenir temporairement invincible et envoie une cascade de projectiles puissantes. Après son utilisation, la jauge entre en période de recharge temporaire avant qu'il puisse être utilisé une nouvelle fois. Le joueur peut aussi utiliser des bombes en réserve pour lancer des missiles Tomahawk, infligeant des dégâts massifs sur tous les ennemis et structures présents sur l'écran. Si le joueur n'a aucune bombe en stock, appuyer sur le bouton de bombe fait envoyer au lieu les copilotes actifs pour déclencher des explosions moins importantes.

### Stages
Il y a quinze stages dans le jeu. Une option dans la borne d'arcade permet au joueur de commencer à partir du stage 1, 6 ou 11. Si la disposition des stages est réglé sur l'infini, les manches 1, 2 ou 3 peuvent aussi être sélectionnés, la manche supérieure devenant plus difficile.
Chaque boss du jeu a un temps imparti caché jusqu'à ce que le combat prenne fin. Si le boss est battu avant l'écoulement du temps, la mission est réussie et le jeu rapporte des points bonus selon l'efficacité du joueur pendant le niveau ; sinon, aucun bonus n'est donné. Dans les deux cas, le joueur avance toujours au stage suivant.